# Davide Rampello
Davide Rampello (Raffadali, 24 agosto 1947) è un regista televisivo e direttore artistico italiano.

## Biografia
Nato in Sicilia, ha iniziato la sua attività di regista televisivo a metà degli anni settanta a Telealtomilanese.. Fu regista di una delle tre serate inaugurali dell'emittente Antennatre Lombardia, fondata il 3 Novembre 1977 da Renzo Villa ed Enzo Tortora. A partire dalla fine degli anni settanta è alla regia di importanti programmi televisivi: prima in Rai e successivamente in Fininvest. Ha ricoperto la carica di direttore artistico di Canale 5 e di direttore della società Grandi Eventi, responsabile della comunicazione e della ricerca e sviluppo del Gruppo Fininvest. Dagli anni novanta è tornato all'originale passione per l'arte e la direzione artistica di spettacoli teatrali. Nei primi anni 2000 entra nel consiglio di amministrazione della Triennale di Milano e nel 2003 ne diventa presidente fino al 2011. Dal 2002 al 2006 è direttore artistico del comune di Palermo, per il quale organizza la festa di santa Rosalia.
Nel 2010 è nominato presidente di Cinesicilia. Nel 2010 e nel 2012 è stato Direttore artistico di Florens (Biennale Internazionale dei Beni Culturali e Ambientali) nelle edizioni 2010 e 2012. Una settimana internazionale dedicata ai beni culturali e ambientali che affronta il tema “CULTURA, QUALITÀ DELLA VITA”, elaborato da una Direzione Culturale di docenti di chiara fama delle università di Firenze, Torino e Roma La Sapienza che stanno elaborando i contenuti delle attività di ricerca. Il fil rouge è il tema della produzione culturale, affiancato da quello dell'identità competitiva dei beni culturali, che verrà sviluppato nelle ricerche del Forum, nelle case history e nelle lectio magistralis.
Nel 2010 è curatore della mostra “La città dell'uomo, vivere all'Italiana” presso il padiglione italiano all'Expo 2010 di Shanghai e nel 2011 curatore della mostra Tradizione e Innovazione sempre presso il padiglione italiano all'Expo di Shanghai, divenuto sede permanente di promozione dell'immagine dell'Italia in Cina. Da ottobre 2010 è Direttore artistico del Carnevale di Venezia, di cui ha curato le edizioni dal 2011 al 2015. Dal 2012 al 2015 per Expo Milano 2015 è stato curatore del Padiglione Zero e dal 2013 curatore del Palinsesto eventi. Da ottobre 2013 cura una rubrica per Striscia la notizia dal titolo "Paesi, paesaggi..." dedicata alle eccellenze paesaggistiche e alimentari dell'Italia.

## Programmi televisivi - Regia
Per Canale 5:
- Popcorn (1980-1985)
- Premiatissima (1982/1986)
- Attenti a noi due (1983)
- Risatissima (1984/1985)
- Ewiva (1988)
- Una rotonda sul mare (1989/1990)
- Speciale Carnevale di Venezia (1992)

Per altre emittenti:
- Parliamone stasera (1980)

## Incarichi istituzionali
- dal 2012 Presidente della società Larte
- dal 2011 Presidente della Fondazione Paolo Grassi
- dal 2011 Membro del Consiglio di Amministrazione della società telecom italia media
- dal 2003 al 2011 Presidente della Fondazione Triennale di Milano (dal 2000 membro del CdA).

## Pubblicazioni e attività editoriali
- La mia Triennale. Cronache di una ribellione[collegamento interrotto]. Intervista a cura di Martin Angioni, Skira, 2013
- Autore dell'introduzione del catalogo “Le tredici sedie mai dipinte nell'Ultima Cena di Leonardo”. Un progetto a cura di Ghigos ideas, Corraini Edizioni, 2013
- Come si comunica l'Italia al tempo di Eataly. Dagli spaghetti e mandolino alla valorizzazione delle eccellenze, in “11 idee per l'Italia”, Marsilio Editori, 2013
- Autore dell'introduzione del catalogo de “La Rinascita. Storie dell'Italia che ce l'ha fatta[collegamento interrotto]”, Skira, 2013
- Famiglia SpA, Il Sole 24 Ore, Milano, 2007
- La Venezia di Vivaldi. Un soggetto mai realizzato di Manuel Puig, in L'immagine di Venezia nel cinema del 900, Istituto veneto di scienze, lettere ed arti, Venezia, 2004
- Autore del saggio Mestieri che van per Roma, un documento iconografico e di cultura materiale, nel catalogo della mostra “Da Caravaggio a Cerutti”, Skira, 1999
- 1990-1996 Direttore editoriale del periodico Grand Gourmet e di I Viaggi di Grand Gourmet
- Autore della sezione Storia dei cereali in Europa dal 500 all'800 nell'opera Storia dell'Agricoltura Europea, Etas libri, 1980
- Curatore del catalogo della Mostra “Giorgione” per la sezione “Vita e costumi ai tempi di Giorgione”, Alinari Co-curatore del catalogo “San Leucio” realizzato in occasione della mostra, Edizioni Il Formichiere, 1978
- Curatore del catalogo della Mostra “700 anni di Costume del Veneto. Documenti di vita civile dal XII al XVIII secolo”, 1976